# 가브리엘레 라인쉬

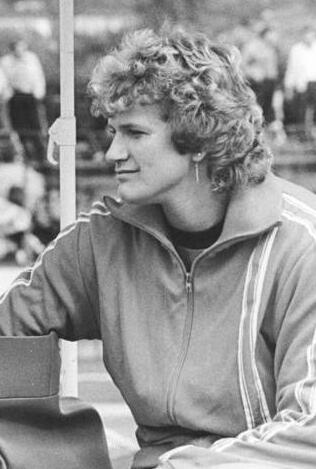
가브리엘레 라인쉬, 1988

가브리엘레 라인슈(Gabriele Reinsch, 1963년 9월 23일~ ), 독일 민주 공화국의 육상선수였으며 주로 원반던지기를 하였다.1988년 서울 하계 올림픽에 참가하기도 했다.
콧부스 출신이다. 1988년 독일의 노이브란덴부르크, 동독과 이탈리아의 토너먼트에서 원반던지기 세계기록 76.80m을 세웠다. 종전기록 보유자인 체코슬로바키아의 즈덴카 실라바 보다 2.24m 더 멀리던졌으며
남자 원반던지기 세계기록 보유자 위르겐 슐트가 1986년 세운 74.08m보다 2.72m 만큼 더 멀리던졌다.
같은 동독의 여자선수 마르티나 헬만은 1988년 76.92m ,78.17m를 던져 라인쉬 보다 더 멀리 던졌지만 비공식훈련 캠프에서 나온 기록이기 때문에 세계기록으로 인정받지 못했다.
라인쉬는 14살때 포환던지기와 높이뛰기도 하였으며 1981년 주니어 유럽 선수권 대회에서 2등을 하였다. 1982년부터 그녀는 원반던지기를 시작하였다.
한편 그녀의 1987년 개인 최고 기록은 67.18m였는데 1년만에 9.62m만큼 더 멀리 던져 세계기록 76.80m 달성한것에 대해 도핑에 의한 기록이 아닌지 의심받고있다.

## 개인 기록
- 1981, 주니어 유럽 선수권 대회: 포환던지기 2등 (16.70 - 15.90 - 15.31 - 16.53 - 17.03 - 16.37)
- 1987, 유니버시아드: 원반던지기 2등 (64.12 m)
- 1988, 서울 올림픽: 원반던지기 7등 (67.26 - 66.50 - 63.30 - 65.88 - 66.40 - 파울)
- 1990, 유럽 선수권 대회: 원반던지기 4등 (DQ - 63.46 - 64.30 - 파울 - 66.08 - 65.06)